# Floribella 2: É pra Você Meu Coração
Floribella 2: É Pra Você Meu Coração é a segunda trilha sonora da telenovela brasileira Floribella, exibida pelo canal de televisão brasileiro Bandeirantes. O álbum foi lançado em 20 de março de 2006, pela editora discográfica Universal Music. Além de Juliana Silveira, alguns membros do elenco também participaram do projeto, como Bruno Miguel em "Vem Dançar", Letícia Colin em "Desde que te vi", Maria Carolina Ribeiro em "Caprichos" e Mário Frias em "Coisas que odeio em você". Comercialmente, distribuiu mais de 100 mil unidades no país e acabou por receber o certificado de ouro pela Pro-Música Brasil (PMB). As gravações do projeto ocorreram em outubro de 2005, logo após a confirmação da segunda temporada temporada da telenovela, nos estúdios Midas Studios em Sâo Paulo. Rick Bonadio foi o responsável pela produção musical do álbum, assim como das adaptações em português para as originais em espanhol da produção original argentina.

## Faixas
| #   | Título                                              | Compositores                                                          | Duração |
| --- | --------------------------------------------------- | --------------------------------------------------------------------- | ------- |
| 1.  | "É pra você meu coração (Corazones al Viento) "     | Cristina de Giácomi, Carlos Nilson – Versão: Rick Bonadio             | 2:48    |
| 2.  | "Coisas que Odeio em você (Cosas que odio de vos) " | Cristina de Giácomi, Carlos Nilson – Versão: Rick Bonadio             | 3:14    |
| 3.  | "Te sinto (Te siento)"                              | Cristina de Giácomi, Carlos Nilson – Versão: Rick Bonadio             | 3:05    |
| 4.  | "O que esconde o Conde (¿Qué esconde el Conde?)"    | Cristina de Giácomi, Carlos Nilson – Versão: Rick Bonadio             | 3:05    |
| 5.  | "Ding Dong (Ding Dong)"                             | Cristina de Giácomi, Lorenzo, Florencia Ciarlo – Versão: Rick Bonadio | 3:04    |
| 6.  | "Desde que te Vi (Desde que te Vi)"                 | Cristina de Giácomi, Marcelo Wengrovski - Versão: Rick Bonadio        | 4:00    |
| 7.  | "Eu posso, Você Também (Vos Podés)"                 | Cristina de Giácomi, Carlos Nilson – Versão: Rick Bonadio             | 2:45    |
| 8.  | "Caprichos (Caprichos)"                             | Marcelo Wengrovski - Versão: Clio                                     | 3:17    |
| 9.  | "Flores Amarelas (Flores Amarillas)"                | Cristina de Giácomi, Carlos Nilson – Versão: Rick Bonadio             | 3:39    |
| 10. | "Você vai Voltar (Un enorme Dragón)"                | Cristina de Giácomi, Marcelo Wengrovski – Versão: Rick Bonadio        | 3:35    |
| 11. | "Há uma Lenda (Hay un Cuento)"                      | Lopez Rossi, Pablo Durand, Cristina de Giácomi - Versão: Rick Bonadio | 4:06    |
| 12. | "Vem Dançar (A bailar)"                             | Lopez Rossi, Pablo Durand, Cristina de Giácomi - Versão: Rick Bonadio | 3:13    |
| 13. | "País das Águas"                                    | Cristina de Giácomi e Rick Bonadio                                    | 3:39    |

## Desempenho comercial
Em 8 de outubro, estreou na sétima posição da parada dos dez discos mais adquiridos no Brasil, publicada pela revista Billboard, com base em dados da revista Sucesso. Foi certificado ouro pela Pro-Música Brasil (PMB) por vendas totais de 50 mil unidades.
| País — Tabela musical (2006) | Posição de pico |
| ---------------------------- | --------------- |
| Brasil (Sucesso)             | 7               |

| Região                                              | Certificação | Vendas  |
| --------------------------------------------------- | ------------ | ------- |
| Brasil (Pro-Música Brasil)                          | Ouro         | 100,000 |
| *números de vendas baseados somente na certificação |              |         |